# 邢紹美
邢紹美（1555年—1583年），字有嘉，号世泉，河南河南府洛陽縣人，民籍，明朝政治人物。

## 生平
萬曆七年（1579年）己卯科河南鄉試第二十一名，萬曆十一年（1583年）癸未科會試第三百二十一名，登三甲第二百五十九名進士。入吏部觀政，同年十一月卒，年二十九。

## 家族
高祖邢珫，天順庚辰進士，官廬州府知府；曾祖邢憓之；祖父邢泗，曾任陽信縣知縣；父邢其禮，曾任儒官。母習氏；繼母段氏。娶布氏。